# Olof Niclas Lindqvist
Olof Niclas Lindqvist, född 24 april 1817 i Sanda socken, Gotlands län, död 12 december 1885 i Visby stadsförsamling, Gotlands län, var en svensk amatörorgelbyggare, snickare och harmoniumtillverkare.

## Biografi
Olof Niclas Lindqvist föddes 24 april 1817 på Alands grund i Sanda socken. Föräldrarna var arbetarkarlen Gustav Lindqvist och hustrun Lisa Olofsdotter (1776–1848). Modern var från Öland. Lindqvist döptes dagen efter. Han gifte sig 22 november 1844 med Lisa Johanna Appelgren (1823–1863). De fick fem barn tillsammans varav ett dog i ung ålder. Han arbetade under 1850-talet som sockensnickare i Sanda. I slutet av 1860 flyttade familjen till Visby och Lindqvist hade redan då hunnit bygga sex orglar. De bosatte sig på Strandroten 2:5 och efter ett år avled det yngsta barnet. Året därpå (1863) avled hustrun. Lindqvist kom efter hustruns död att gifta om sig 1865 med sin piga, Georgia Elisabeth Lorentina Pettersson (1832–1891).

### Familj
Lindqvist gifte sig 22 november 1844 med Lisa Johanna Appelgren. De fick tillsammans barnen Carl Niclas (född 1845), Johanna Maria (1854–1875), Anna Jacobina (född 1857) och Laura Elisabeth (född 1860).
Lindqvist gifte sig andra gången 8 oktober 1865 med Georgia Elisabeth Lorentina Pettersson (1832–1891). De fick tillsammans barnen Olivia Hermannan Dorothea (1865–1867) och Olivia Maria Elisabeth (född 1870).

## Lista över orglar
| År        | Ursprunglig kyrka    | Stift | Bild | Manualer | Pedal        | Stämmor | Bevarad orgel/fasad | Övrigt |
| --------- | -------------------- | ----- | ---- | -------- | ------------ | ------- | ------------------- | --- |
| 1855      | Hogräns kyrka        | Visby |      | 2        | Självständig | 12      | Ja/Ja               | Orgeln omändrades 1966 av Andreas Thulesius, Klintehamn.                                                                                                |
| 1858      | Väte kyrka           | Visby |      |          |              | 8       | Nej/Nej             | En ny orgel byggdes 1955 av Werner Bosch Orgelbau, Kassel, Tyskland.                                                                                    |
| 1858      | Linde kyrka          | Visby |      |          |              | 5       | Nej/Ja              | En ny orgel byggdes 1901 av Åkerman & Lund, Stockholm.                                                                                                  |
| 1859      | Barlingbo kyrka      | Visby |      |          |              | 7       | Nej/Nej             | En ny orgel byggdes 1914 av Olof Hammarberg, Göteborg.                                                                                                  |
| 1859/1857 | Västergarns kyrka    | Visby |      | 1        | Bihängd      | 5       | Ja/Ja               | Orgeln renoverades 1982 av Finn Krohns Orgelbyggeri, Fredensborg, Danmark.                                                                              |
| 1860/1862 | Ekeby kyrka, Gotland | Visby |      | 1        | Bihängd      | 6       | Ja/Ja               | 1953 renoverades och omdisponerades orgeln av Andreas Thulesius, Klintehamn. 1982 renoverades orgeln av Finn Krohns Orgelbyggeri, Fredensborg, Danmark. |
| 1864      | Björke kyrka         | Visby |      |          |              | 5       | Nej/Nej             | En ny orgel byggdes 1909 av Eskil Lundén, Göteborg. |
| 1869      | Eskelhems kyrka      | Visby |      |          |              | 11      | Nej/Nej             | En ny orgel byggdes 1932 av Åkerman & Lund, Stockholm.                                                                                                  |
| 1883      | Guldrupe kyrka       | Visby |      |          |              | 3       | Nej/Nej             | Lindqvist byggde eventuellt denna orgel. En ny orgel byggdes 1969 av Andreas Thulesius, Klintehamn.                                                     |

### Övriga orgelverk
| År   | Ursprunglig kyrka | Stift | Bild | Manualer | Pedal | Stämmor | Bevarad orgel/fasad | Övrigt |
| ---- | ----------------- | ----- | ---- | -------- | ----- | ------- | ------------------- | --- |
| 1859 | Stenkumla kyrka   |       |      |          |       | 6 1/2   | Nej/Nej             | Lindqvist satte upp en orgel av Pehr Zacharias Strand, Stockholm. Den var ursprungligen byggd för Kungliga operan i Stockholm. Orgeln förändrades 1964 av Andreas Thulesius, Klintehamn och hade då 9 stämmor. En ny orgel byggdes 1986 av J Künkels Orgelverkstad AB, Lund. |

## Gesäller och lärlingar
- 1849–1850 Carl Johan Risinghold Göransson (född 1827, lärodräng)
- 1859–1860 Carl Wilhelm Anders Beckström (född 1834, gesäll från Stockholm)
- 1859–1863 Carl Niklas Karlsson (född 1836, lärling)
- 1861–1863 Johan Alfred Hallgren (lärling)
- 1861–1864 Erik Otto Johansson Öberg (född 1835, gesäll)
- 1861–1863 Olof Oscar Nyberg (lärling)
- 1862–1863 Carl August Wallin (gesäll)
- 1863–1864 Carl Anton Forslund (gesäll)
- 1863–1864 Carl Johan Hamberg (gesäll)
- 1864 August Julius Renne (gesäll)